# 銀八
銀八（ぎんぱち、1983年 - ）は、日本のイラストレーター、漫画家。栃木県出身。檜山 大輔（ひやま だいすけ）、銀8とも名乗る。小説の挿絵には銀八、漫画作品には檜山大輔という名義を使用している。

## 来歴
高校生のときから、漫画家への道を志す。
宇都宮アート&スポーツ専門学校のマンガ・アニメ科「マンガ家・コミック養成コース」を卒業後、2006年に『エーデルリッター』で第8回スクウェア・エニックスマンガ大賞特別大賞を受賞した。そして、『ガンガンカスタム』の2006年No.1に読切漫画『グナイゼナウ』を掲載、プロデビューを果たした。スクウェア・エニックスの隔月刊漫画雑誌『ガンガンパワード』の2007年No.7から、初めての連載作品である『メガロマニア』を連載。月刊漫画雑誌『月刊ガンガンJOKER』にて『ひまわり 2nd episode』を連載していた。

## 作品一覧

### 漫画
- メガロマニア（スクウェア・エニックス〈ガンガンコミックス〉、全4巻）
- ひまわり（原作・監修：ごぉ、キャラクター原案：たつきち、スクウェア・エニックス〈ガンガンコミックスJOKER〉、全4巻）
- ひまわり 2nd episode（原作・監修：ごぉ、キャラクター原案：たつきち、スクウェア・エニックス〈ガンガンコミックスJOKER〉、全3巻）
- 戦場の魔法使い（一迅社〈REXコミックス〉、全5巻）
  - 1. 2014年4月 ISBN 978-4-7580-6439-2
  - 2. 2014年11月 ISBN 978-4-7580-6483-5
  - 3. 2015年6月 ISBN 978-4-7580-6514-6
  - 4. 2016年4月 ISBN 978-4-7580-6579-5
  - 戦場の魔法使い 0巻 〜新時代異世界伝記〜 2018年1月 ISBN 978-4-7580-6704-1
- 人外の嫁といちゃいちゃするアンソロジーコミック（一迅社〈REXコミックス〉）
  - 2. 2017年3月 ISBN 978-4-7580-6652-5
- 魔女に与える鉄鎚（原作：村田真哉、スクウェア・エニックス〈ガンガンコミックスJOKER〉、全3巻）
  - 1. 2014年8月 ISBN 978-4-7575-4395-9
  - 2. 2015年3月 ISBN 978-4-7575-4589-2
  - 3. 2015年9月 ISBN 978-4-7575-4741-4
- ピーター・グリルと賢者の時間（双葉社〈アクションコミックス〉、全15巻）
- お姉さんVS少年 激闘！ おっぱい大決戦！（原作：丼柄画舎庵、『恥ずかしそうな顔で年上のお姉さんにおっぱい見せてもらいたい 赤面おっぱいアンソロジー』2024年[5]） - アンソロジー寄稿作品。
- 小林さんちのスイーツバトル（原作：クール教信者、『小林さんちのメイドラゴン 公式アンソロジー All Stars!』2巻、2025年[6]） - 『小林さんちのメイドラゴン』のアンソロジー寄稿作品。

### イラスト
以下は、銀八名義で小説の口絵・本文イラストを担当した作品である。
- 魔法鍵師カルナの冒険シリーズ（月見草平作）
  - 魔法鍵師カルナの冒険 - メディアファクトリー（MF文庫J）2005年7月 ISBN 4-8401-1274-6
  - 魔法鍵師カルナの冒険2 銀髪の少年鍵師 - メディアファクトリー（MF文庫J）2005年9月 ISBN 4-8401-1416-1
  - 魔法鍵師カルナの冒険3 流転の粉 - メディアファクトリー（MF文庫J）2005年12月 ISBN 4-8401-1472-2
  - 魔法鍵師カルナの冒険4 世界で一番好きなあなたへ - メディアファクトリー（MF文庫J）2006年3月 ISBN 4-8401-1504-4
- ジョン平とぼくとシリーズ（大西科学作）
  - ジョン平とぼくと - ソフトバンククリエイティブ（GA文庫）2006年10月 ISBN 4-7973-3711-7
  - ジョン平とぼくと2 ジョン平と去っていった猫 - ソフトバンククリエイティブ（GA文庫）2007年1月 ISBN 4-7973-3912-8
  - ジョン平とぼくと3 ジョン平とぼくらの世界 - ソフトバンククリエイティブ（GA文庫）2007年7月 ISBN 978-4-7973-4170-6
  - ジョン平と僕と4 ジョン平とぼくときみと - ソフトバンククリエイティブ（GA文庫）2007年12月 ISBN 978-4-7973-4531-5